# Pyrgospira obeliscus
Pyrgospira obeliscus är en snäckart som först beskrevs av Reeve 1843.  Pyrgospira obeliscus ingår i släktet Pyrgospira och familjen Turridae. Inga underarter finns listade i Catalogue of Life.